# Eckhard M. Theewen
Eckhard Maria Theewen (* 1959 in Köln) ist ein deutscher Rechtswissenschaftler, Historiker und Publizist.

## Leben
Theewen studierte Geschichts- und Rechtswissenschaften an den Universitäten zu Köln und Paris und schloss sein Studium an der Rechtswissenschaftlichen Fakultät der Universität zu Köln mit einer Promotion zum französischen Zivilrecht ab. Nach Bankausbildung und 2. jur. Staatsexamen arbeitete er in leitenden Tätigkeiten bei verschiedenen Banken in den Bereichen Recht und Problemkreditmanagement sowie als Fachanwalt für Bank- und Kapitalmarktrecht.
Als Rechtswissenschaftler und Dozent an der Hagen Law School beschäftigt sich Theewen mit Bankrecht, Bankhaftungsrecht, Kreditrecht und Kapitalanlagerecht sowie Unternehmenssanierung und Insolvenzrecht.
Als Historiker und Publizist bilden seine Forschungsschwerpunkte das Zeitalter der Französischen Revolution und des napoleonischen Kaiserreichs sowie deren Rezeption in Deutschland, Österreich, Frankreich und England. Mit seiner zweibändigen kritischen Bibliographie "Bibliotheca Napoleonica. Kritsche Bibliographie der deutschsprachigen Augenzeugenliteratur der Napoléonischen Kriege 1804-1815" (2024) legt er die erste umfassende deutsche Memoirenbibliographie zum Napoleonischen Zeitalter vor.
In soziokultureller Hinsicht engagiert sich Theewen als Kuratoriumsmitglied der gemeinnützigen Ilona Stiftung, die sich der Förderung von Kunst, Hochschule und Ausbildungsförderung verschrieben hat.

## Veröffentlichungen (Auswahl)
- Napoléons Anteil am Code Civil. Duncker & Humblot, Berlin 1991.
- Kein Recht auf Zahlung auf erstes Anfordern eines Gläubigers eines Bürgen auf erstes Anfordern. Kommentar zu BGH IX ZR 97/99. EWiR 2003, 17f. ISSN 0177-9303.
- Intensiv- und Problemkreditmanagement. Organisation der Strukturen, Prozesse und Instrumente nach MaK. Bank-Verlag, Köln 2004.
- MaRisk-Handbuch Sanierung. Bank-Verlag Medien, Köln 2007.
- Die Armee des Königreichs Westfalen. / Die Armee des Großherzogtums Berg. / Napoleonisches Veteranentum. In: Veit Veltzke (Hrsg.): Napoleon. Trikolore und Kaiseradler über Rhein und Weser. Köln/Weimar/Wien 2007
- Füser, Theewen, Tölle (Hrsg.): Industrialisierung der Kreditprozesse – Wege zu Kreditfabriken. Bank-Verlag Medien, Köln 2007.
- Rheinische Denkmäler napoleonischer Veteranenvereine. In: Kerstin Theis, Jürgen Wilhelm (Hrsg.): Frankreich am Rhein. Die Spuren der Franzosenzeit im Westen Deutschlands. LVR, Köln 2008.
- Rechtsstellung der Insolvenzgläubiger. Berliner Wissenschafts-Verlag, Berlin 2010.
- (Hrsg.) Bank- und Kapitalmarktrecht. Handbuch für Fachanwälte und Bankpraxis. Bank-Verlag Medien, Köln 2010.
- Zur Haftung einer Vertriebsorganisation für das strafbare Verhalten ihres Handelsvertreters. BGH-Kommentar, EWiR 2012, 583f.
- Allgemeines Wertpapier- und Einlagengeschäft. Berliner Wissenschafts-Verlag, Berlin 2013. ISBN 978-3-8305-3067-1.
- Allgemeines Kreditgeschäft/Kreditvertragsrecht. Berliner Wissenschafts-Verlag, Berlin 2013. ISBN 978-3-8305-3062-6.
- Sanierungsrechtliche Bezüge zum Kreditrecht. Berliner Wissenschafts-Verlag, Berlin 2013. ISBN 978-3-8305-3065-7.
- Rechtsstellung der Insolvenzgläubiger. 2. überarb. Aufl. Berliner Wissenschafts-Verlag, Berlin 2013. ISBN 978-3-8305-3218-7.
- Zum Umfang der Verjährungshemmung bei fehlerhafter Anlageberatung. Kommentar zu OLG Frankfurt/M. 19 U 61/14, EWiR 2015, 281f.
- Keine anlegergerechte Beratung einer Stiftung bei Empfehlung einer risikoreichen Fondsbeteiligung. Kommentar zu OLG Frankfurt/M. 1 U 32/13, EWiR 2015, 367f.
- (Hrsg.) Albrecht Adam – Voyage pittoresque et militaire de Willenberg en Prusse jusqu'à Moscou fait en 1812 – Neu hrsg. von Thomas Hemmann, Rolf Eckstein u. Eckhard M. Theewen. 2 Bde. 228 u. 192 S., mit zahlr. ganzseitigen Abb. 2015. ISBN 978-3734765346, ISBN 978-3734766701.
- Zur Parteifähigkeit einer Anleger-GbR zur Verfolgung von Ersatzansprüchen. Kommentar zu OLG Köln 13 U 149/13, EWiR 2016, 191f.
- Allgemeines Wertpapier- und Einlagengeschäft. 2. überarb. Aufl. Berliner Wissenschafts-Verlag, Berlin 2016. ISBN 978-3-7321-0041-5.
- Allgemeines Kreditgeschäft/Kreditvertragsrecht. 2. überarb. Aufl. Berliner Wissenschafts-Verlag, Berlin 2016. ISBN 978-3-7321-0179-5.
- Zum Rechtsmissbrauch bei Widerruf eines Verbraucherdarlehensvertrags. Kommentar zu OLG Stuttgart 6 U 207/15, EWiR 2017, 35f. ISSN 0177-9303.
- Zu zusätzlich vereinbarten "Pflichtangaben" in AGB des Darlehensgebers. Kommentar zu BGH XI ZR 741/16, EWiR 2017, 583f. ISSN 0177-9303.
- Keine passing-on-defense bei Kartellverstoß ohne Betroffenheit eines Anschlussmarkts. Kommentar zu LG Hannover 18 O 8/17, 241EWiR 2018, 447f.
- Allgemeines Wertpapier- und Einlagengeschäft.3. überarb. Aufl. Hagener Wissenschaftsverlag. Hagen 2019.
- Allgemeines Kreditgeschäft/Kreditvertragsrecht. 3. überarb. Aufl. Hagener Wissenschaftsverlag. Hagen 2019.
- Zur Konnexität von Zins-Währungs-Swap und Darlehen im Zwei-Personen-Verhältnis.  Kommentar zu OLG Koblenz 8 U 183/18. EWiR 2019, 3f.
- Rechtsstellung der Insolvenzgläubiger. 4. überarb. Aufl. Hagener Wissenschaftsverlag. Hagen 2020.
- Zur Verwirkung des Widerrufsrechts bei beendetem Verbraucherdarlehensvertrag. Kommentar zu BGH XI ZR 401/18. EWiR 2020, 321.
- Zum verjährungshemmenden Güteantrag im Kapitalanlagerecht. Kommentar zu OLG Braunschweig 3 U 91/16. EWiR 2020, 383-384.
- Keine Pflicht des Nachlasspflegers zur Umschichtung von nicht mündelsicheren Kapitalanlagen (hier: Aktien) trotz Corona-Krise. Kommentar zu OLG Braunschweig 3 W 37/20. EWiR 2020, 753–754
- Zum verjährungshemmenden Güteantrag im Kapitalanlagerecht. Kommentar zu OLG Braunschweig v. 13.1.2020 - 3 U 91/16. EWiR 2020, 383-384.
- Rechtsstellung der Insolvenzgläubiger. 6. überarb. Aufl. Hagen, Hagener Wissenschaftsverlag, 2024. ISBN 978-3-7321-0636-3.
- Allgemeines Wertpapier- und Einlagengeschäft.  6. überarb. Aufl. Hagen, Hagener Wissenschaftsverlag, 2024. ISBN 978-3-7321-0645-5.
- Bibliotheca Napoleonica. Kritische Bibliographie der deutschsprachigen Augenzeugenliteratur der Napoléonischen Kriege 1804-1815 mit Bibliotheksnachweisen und Online-Ressourcen. Mit einem Geleitwort von Jean Tulard. Köln, Edition Historica, Salon Verlag Köln, 2024, 2 Bde., 496, 536 S. ISBN 978-3-89770-900-3. https://www.isbn.de/buch/9783897709003/deutschsprachige-augenzeugenliteratur-napoleonischen-kriege-1804-1815. https://www.salon-verlag.de/de/produkte/edition-historica

| Personendaten    | Personendaten                                             |
| ---------------- | --------------------------------------------------------- |
| NAME             | Theewen, Eckhard M.                                       |
| ALTERNATIVNAMEN  | Theewen, Eckhard Maria                                    |
| KURZBESCHREIBUNG | deutscher Rechtswissenschaftler, Historiker und Publizist |
| GEBURTSDATUM     | 1959                                                      |
| GEBURTSORT       | Köln                                                      |